# Campeonato del Legado Azul de AAA

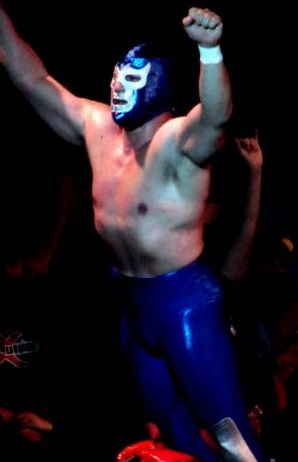
Blue Demon, Jr., primer campeón.

El Campeonato del Legado Azul de AAA (AAA Blue Legacy Championship en inglés) es un campeonato de lucha libre profesional dentro de la Asistencia Asesoría y Administración (AAA). Este título se creó como homenaje a Blue Demon. Este campeonato sustituye al Torneo La Leyenda Azul, el cual fue disputado en el Consejo Mundial de Lucha Libre (CMLL) de 2000 a 2012.

## Historia
El 15 de abril de 2013 durante las grabaciones de AAA Sin Límite en el Domo de la Feria de León, Guanajuato, Joaquín Roldán entregó el Campeonato del Legado Azul de AAA a Blue Demon, Jr. en honor a él y a su padre Blue Demon. Desde el año 2000 en el Consejo Mundial de Lucha Libre se disputó el Torneo La Leyenda Azul, en el cual el ganador recibía un cinturón con la imagen de Blue Demon. Sin embargo, cuando Blue Demon, Jr. firmó un contrato con AAA, decidió ceder los derechos del nombre para que pudieran ser utilizados en dicha promoción.

## Campeón actual
El actual campeón es Blue Demon, Jr., quien está en su primer reinado. Blue Demon, Jr. recibió el campeonato de parte de Joaquín Roldán el 15 de abril de 2013 durante las grabaciones de AAA Sin Límite en el Domo de la Feria de León, Guanajuato.

## Lista de campeones
| Luchador:       | Reinado N°: | Derrotó a:                   | Fecha:              | Show o evento: |       |
| --------------- | ----------- | ---------------------------- | ------------------- | -------------- | ----- |
| Blue Demon, Jr. | 1           | Otorgado por Joaquín Roldán. | 15 de abril de 2013 | Sin Límite     | [ 1 ] |

## Reinados más largos
| Luchador        | Días | Fecha en que ganó   | Fecha en que perdió | Notas                         |
| --------------- | ---- | ------------------- | ------------------- | ----------------------------- |
| Blue Demon, Jr. | 4360 | 15 de abril de 2013 | Campeón actual      | Primer campeón de la historia |